# علی تاجرنیا
علی تاجرنیا (زادهٔ ۳ شهریور ۱۳۴۸) سیاستمدار و دندان‌پزشک اهل ایران است. وی در حال حاضر به عنوان نماینده شرکت صنایع پتروشیمی خلیج‌فارس و رئیس هیئت مدیره باشگاه استقلال فعالیت می‌کند.
تاجرنیا نمایندهٔ مردم مشهد در دورهٔ ششم مجلس شورای اسلامی و همچنین عضو هیئت رئیسه فدراسیون فوتبال و عضو هیئت مدیره باشگاه استقلال بوده است.

## فعالیت‌های سیاسی و اجرائی
وی عضو شورای مرکزی انجمن اسلامی جامعهٔ پزشکی ایران است و عضو شورای مرکزی جبههٔ مشارکت ایران اسلامی در گذشته بود.
علی تاجرنیا در مجلس ششم جوان‌ترین نمایندهٔ مجلس و عضو کمیسیون امنیت ملی و سیاست خارجی بود و در زمان انتخاب به نمایندگی تنها ۳۰ سال سن داشت. وی متخصص پروتزهای دندانی و دانشجوی دانشگاه علوم پزشکی مشهد بوده است و دندانپزشکی عمومی خود را در دانشگاه علوم پزشکی تبریز به پایان رسانده است. او فرزند یک روحانی اهل قم است. همچنین وی سال‌ها به عنوان عضو شورای عمومی و مرکزی دفتر تحکیم وحدت فعالیت نموده است.
تاجرنیا همچنین به همراه فاطمه حقیقت‌جو و علی‌اکبر موسوی خوئینی و چند نفر از نمایندگان مجلس که سابقهٔ عضویت در دفتر تحکیم وحدت را داشتند، برای اولین بار فراکسیون دانشجویی را تشکیل دادند و مؤثرترین کارشان در این مدت پیگیری اعتراضات دانشجویی ۱۸ تیر ۱۳۷۸ و حوادث پس از آن، اعتراض به برخورد نهادهای امنیتی و غیرمسئول با دانشگاه و جنبش دانشجویی و تحصن به خاطر دستگیری اعضای مرکزی دفتر تحکیم و سایر فعالان دانشجویی و صنفی بود.
او از جانبازان جنگ ایران و عراق است. تاجرنیا عضو هیئت مدیرهٔ انجمن دندانپزشکان ایران نیز هست و همچنین طی سال ۱۳۸۴ تا ۱۳۸۷ نمایندهٔ گروه دندانپزشکان ایران در شورای‌عالی سازمان نظام پزشکی نیز بوده است.
علی تاجرنیا همچنین در اوج دنیاگیری کووید-۱۹، معاون توسعهٔ سازمان نظام پزشکی کشور بود.

### انتخابات دورهٔ چهاردهم ریاست‌جمهوری
تاجرنیا در چهاردهمین انتخابات ریاست‌جمهوری ایران رئیس ستاد انتخاباتی مسعود پزشکیان در استان تهران بود.

## بازداشت و زندان
تاجرنیا که در کمیتهٔ صیانت از آراء ستاد میرحسین موسوی عضویت داشت، در پی وقایع پس از انتخابات ریاست‌جمهوری ۱۳۸۸ بازداشت شد. تاجرنیا در دادگاه معترضین اعتراضات ۱۳۸۸ توسط پیر عباسی به اتهام اجتماع و تبانی علیه امنیت کشور و نیز تبلیغ علیه نظام به ۶ سال حبس تعزیری و به دلیل توهین به محمود احمدی‌نژاد به ۷۴ ضربه شلاق محکوم شد. او در آذرماه ۱۳۸۹ از زندان آزاد شد.